# نویهاوس ام این
نویهاوس ام این (به آلمانی: Neuhaus am Inn) یک شهر در آلمان است که در بایرن واقع شده‌است.

## خصوصیات
نویهاوس ام این ۳۰٫۹۰ کیلومترمربع مساحت دارد ۳۲۳ متر بالاتر از سطح دریا واقع شده‌است.